# Léger Saporis d'Eyragues
Léger Saporis d'Eyragues (né à Montpellier, mort en avril 1431), est un ecclésiastique qui fut évêque de Gap  de 1411 à 1429 puis évêque de Maguelone de 1429 à 1431.

## Biographie
Léon Saporis est né à Montpellier dans une famille ayant donné plusieurs Consuls à la cité. Il fait des études de droit et devenu Docteur, il acquiert une bonne réputation de jurisconsulte. Doyen de la collégiale Saint-Pierre de La Romieu dans le diocèse de Condom, il est nommé évêque de Gap par une bulle pontificale de Jean XXIII du 27 août 1411.
Dans son diocèse il fixe en 1416 le droit de péage sur la Durance. En 1418 il devient chancelier de Louis III d'Anjou, comte de Provence et roi titulaire de Naples et de Sicile. Il est également conseiller du roi Charles VI de France et du Dauphin. La reine Yolande d'Aragon lui donne la seigneurie d'Eyragues et en fait un membre de son conseil en 1421. En 1425 les habitants de la cité de Gap se révoltent et rejettent la suzeraineté de la seconde maison capétienne d'Anjou-Sicile et le prélat est soupçonné de soutenir la sédition. Le roi est obligé d'intervenir et de contraindre les habitants à fournir à leurs frais une compagnie de 100 hommes d'armes pour défendre Marseille menacée par les  Catalans. L'évêque Léger est privé de sa seigneurie et exilé. Les habitants de Gap obtiennent finalement leur pardon ainsi que l'évêque qui doit toutefois être transféré.
Léger Saporis est autorisé à permuter son siège épiscopal avec Guillaume Forestier, l’évêque de Maguelone, par le pape Martin V le 11 février 1429. Dans son nouveau diocèse, il assiste au Concile régional tenu à Narbonne au nom de l'archevêque François de Conzié le 19 mai 1430. Il meurt l'année suivante vers avril 1431.